# Boezem (Rotterdam)

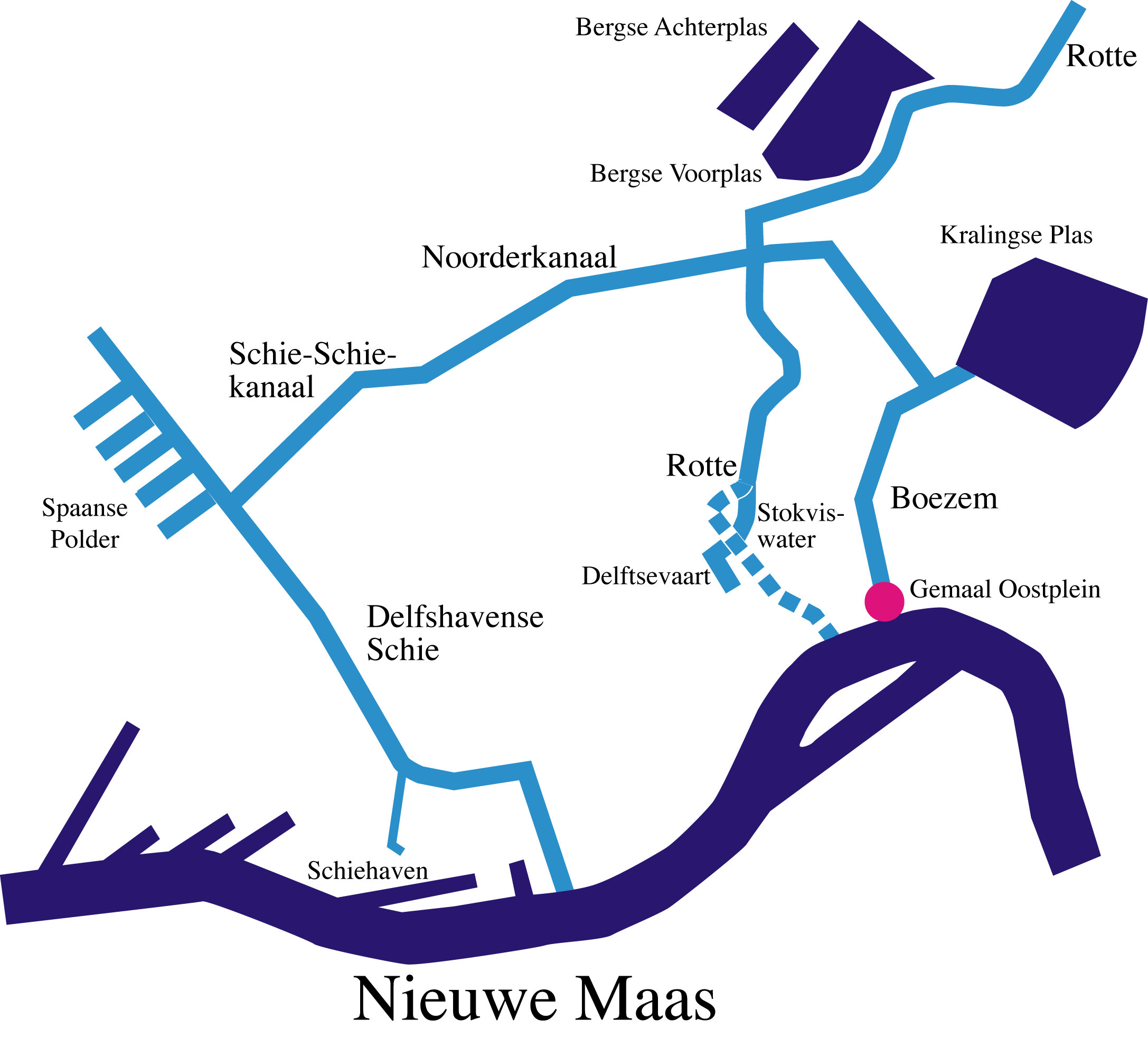
Gewässer rund um Rotterdam

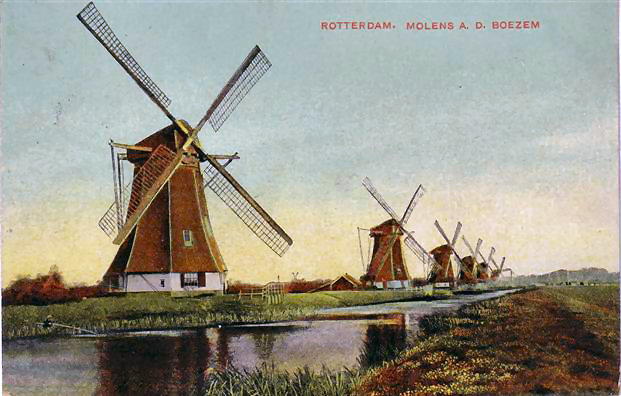
Mühlen am Boezem

Der Boezem ist ein Gewässer in Rotterdam und verbindet die Rotte mit der Nieuwe Maas.
Im 18. Jahrhundert wurde das Wasser der nördlich von Rotterdam gelegenen Polder in die Rotte abgeleitet. Diese schlängelte sich durch das Wohngebiet von Rotterdam, und es kam immer wieder zu Überschwemmungen. Zur Entlastung der Rotte, die nicht so viel Wasser aufnehmen konnte, legte man ab
1772 den Boezem als Entwässerungskanal eines Polders an.
Auf der Höhe von Crooswijk wurde eine zweiteilige Abzweigung angelegt: ein niedriger Kanal, der den Wasserstand der Rotte hatte, und ein höherer Kanal, der in die Maas mündete. Zwischen beiden Kanälen wurden acht Windmühlen gebaut, die das Wasser auf das Maasniveau pumpten. 1854 wurde ein weiterer Kanal mit einem Regenrückhaltebecken angelegt.
Von 1897 bis 1899 wurde in Rotterdam an der Admiraliteitskade ein dampfbetriebenes Pumpwerk gebaut. Dadurch war der Betrieb der Windmühlen nicht mehr notwendig und Teile der beiden Kanäle und das Rückhaltebecken wurden verfüllt. Dort entstand der Stadtteil Nieuw-Crooswijk.